# 2005 na Alemanha
Esta é uma cronologia dos fatos acontecimentos de ano 2005 na Alemanha.

## Eventos
- 2 de fevereiro: O presidente alemão Horst Köhler faz uma visita de quatro dias a Israel em comemoração de 40 anos das relações diplomáticas com Israel.[1]
- 7 de fevereiro: A jovem muçulmana, Hatun Sürücü, é assassinada por seu irmão em Berlim depois de se divorciar de seu primo.[2]
- 20 de fevereiro: As eleições estaduais ocorrem em Schleswig-Holstein.
- 21 de abril: Günther Oettinger é eleito Ministro-Presidente de Baden-Württemberg.
- 22 de maio: A eleição estadual ocorre na Renânia do Norte-Vestfália.